# Lorenzo Nina
Lorenzo Nina (Recanati, 12 maggio 1812 – Roma, 25 luglio 1885) è stato un cardinale italiano.
Discendeva da una distinta famiglia recanatese priva di titoli nobiliari. Fu nominato cardinale ma non ebbe consacrazione episcopale.

## Biografia
Studiò nel seminario di Recanati, poi in quello pontificio di Roma ed infine all'Università di Roma - La Sapienza ove si laureò in utroque jure.
Nel dicembre del 1835 fu ordinato sacerdote.
Dopo aver ricoperto numerosi incarichi di docente e di prelato di Curia (fra i quali quello di protonotario apostolico), il 12 marzo 1877 papa Pio IX lo creò cardinale con il titolo di cardinale diacono di Sant'Angelo in Pescheria.
Il 19 ottobre dello stesso anno venne nominato prefetto agli studi della Curia Romana.
Partecipò al conclave del 1878 che elesse papa Leone XIII.
Il 9 agosto 1878 il neoeletto papa lo nominò cardinal segretario di Stato e il 28 febbraio 1879 optò per il titolo di cardinale presbitero di Santa Maria in Trastevere.
Lasciata la Segreteria di Stato, il 7 novembre 1881 diventò prefetto della Sacra Congregazione del Concilio e prefetto della Curia romana, incarichi che mantenne fino alla morte, intervenuta a Roma il 25 luglio 1885 all'età di 73 anni.
Fu sepolto nel cimitero romano del Verano.